# Korzeń (Mazovie)
Pour les articles homonymes, voir Korzeń.
Korzeń (prononciation : [ˈkɔʐɛɲ]) est un village polonais de la gmina de Wyśmierzyce dans le powiat de Białobrzegi de la voïvodie de Mazovie dans le centre-est de la Pologne.
Il se situe à environ 5 kilomètres au nord-est de Wyśmierzyce (siège de la gmina), 6 kilomètres à l'ouest de Białobrzegi (siège du powiat) et à 65 km au sud de Varsovie (capitale de la Pologne).
Le village possède approximativement une population de 130 habitants.

## Histoire
De 1975 à 1998, le village appartenait administrativement à la voïvodie de Radom.